# Круги Гершгорина
Круги Гершгорина — набір кругів на комплексній площині, які локалізують власні значення матриці. Потребують набагато меньше обчислень, ніж обчислення самих власних значень.
Вперше були описані в 1931 році Семеном Аноновичем Гершгориним.

## Теорема Гершгорина
Нехай {\displaystyle A} — комплексна матриця розміру {\displaystyle n\times n} з елементами {\displaystyle a_{ij}}, позначимо через {\displaystyle R_{i}} суму абсолютних значень недіагональных елементів {\displaystyle i}-го рядка (де {\displaystyle 1\leq i\leq n}):
{\displaystyle R_{i}=\sum _{j\neq {i}}\left|a_{ij}\right|.}
Розглянемо {\displaystyle D(a_{ii},R_{i})\subseteq \mathbb {C} } — круг з центром в {\displaystyle a_{ii}} і радіусом {\displaystyle R_{i}}. Такий круг називається кругом Гершгорина.
Теорема. Кожне власне значення матриці {\displaystyle A} лежить хоча б в одному з кругів Гершгорина {\displaystyle D(a_{ii},R_{i})}.
Доведення. Нехай {\displaystyle \lambda } — власне значення матриці {\displaystyle A} з його власним вектором {\displaystyle x=(x_{j})}. Виберемо таке {\displaystyle i}, що {\displaystyle x_{i}} — координата з найбільшим по модулю значенням серед всіх координат вектора {\displaystyle x}. Оскільки {\displaystyle Ax=\lambda x}, для {\displaystyle i}-ої координати цієї рівності:
{\displaystyle \sum _{j}a_{ij}x_{j}=\lambda x_{i}.}
Перенесемо {\displaystyle a_{ii}} в інший бік:
{\displaystyle \sum _{j\neq i}a_{ij}x_{j}=(\lambda -a_{ii})x_{i}.}
Тоді, застосовуючи нерівність трикутника і, використовуючи, що {\displaystyle {\frac {\left|x_{j}\right|}{\left|x_{i}\right|}}\leq 1} з вибору {\displaystyle i}, отримуємо:
{\displaystyle \left|\lambda -a_{ii}\right|=\left|\sum _{j\neq i}{\frac {a_{ij}x_{j}}{x_{i}}}\right|\leq \sum _{j\neq i}\left|a_{ij}\right|=R_{i}.}
Наслідок. Власні значення матриці {\displaystyle A} також повинні належати кругам Гершгорина {\displaystyle C_{j}}, що відповідають стовпцям матриці {\displaystyle A}.
Приклад. Для діагональної матриці, круги Гершгорина мають нульовий радіус і співпадають зі спектром. Вірне і обернене твердження: якщо круги Гершгорина співпадають зі спектром, то матриця діагональна.

## Властивості
- Перетворюючи матрицю, щоб зменшити суму норм недіагональних елементів можна отримати більш точні оцінки власних значень матриці. Діагональні елементи в процесі перетворення можуть змінюватись.
- Теорема не стверджує, що кожному власному значенню відповідає один круг Гершгорина. В матриці

{\displaystyle {\begin{pmatrix}3&2&2\\1&1&0\\1&0&1\end{pmatrix}}{\begin{pmatrix}a&0&0\\0&b&0\\0&0&c\end{pmatrix}}{\begin{pmatrix}3&2&2\\1&1&0\\1&0&1\end{pmatrix}}^{-1}={\begin{pmatrix}-3a+2b+2c&6a-2b-4c&6a-4b-2c\\b-a&a+(a-b)&2(a-b)\\c-a&2(a-c)&a+(a-c)\end{pmatrix}}}
— яка за побудовою має власні значення {\displaystyle a,\ b,\ c} з власними векторами {\displaystyle \left({\begin{smallmatrix}3\\1\\1\end{smallmatrix}}\right)}, {\displaystyle \left({\begin{smallmatrix}2\\1\\0\end{smallmatrix}}\right)}, {\displaystyle \left({\begin{smallmatrix}2\\0\\1\end{smallmatrix}}\right)} — легко побачити, що круг для рядка 2 покриває {\displaystyle a} та {\displaystyle b}, тоді як круг для рядка 3 покриває {\displaystyle a} та {\displaystyle c}.

## Посилена теорема Гершгорина
Теорема: Якщо {\displaystyle k} кругів утворюють зв'язну область, ізольовану від інших {\displaystyle n-k} кругів, то ця область містить точно {\displaystyle k}, а друга — {\displaystyle n-k} власних значень матриці {\displaystyle A}.
Доведення. Доведення використовує неперервну залежність власних значень матриці від її коефіцієнтів.

## Приклад
Для матриці
{\displaystyle A={\begin{bmatrix}10&-1&0&1\\0.2&8&0.2&0.2\\1&1&2&1\\-1&-1&-1&-11\\\end{bmatrix}}.}
Використовуючи суми по рядках і стовпцях, отримаємо 4 круга: {\displaystyle D(10,2),\;D(8,0.6),\;D(2,1.2),\;D(-11,2.2)}.